# 第14回ダブリン映画批評家協会賞
第14回ダブリン映画批評家協会賞は、2019年の映画に贈られる賞で、2019年12月17日に発表された。

## 受賞一覧

### 作品賞
- 受賞  『マリッジ・ストーリー』
  - 次点 『アイリッシュマン』

### 監督賞
- 受賞 マーティン・スコセッシ - 『アイリッシュマン』
  - 次点 ペドロ・アルモドヴァル - 『ペイン・アンド・グローリー』

### 男優賞
- 受賞 アダム・ドライバー - 『マリッジ・ストーリー』
  - 次点 ホアキン・フェニックス - 『ジョーカー』

### 女優賞
- 受賞 スカーレット・ヨハンソン - 『マリッジ・ストーリー』
  - 次点 ルピタ・ニョンゴ - 『アス』

### 脚本賞
- ノア・バームバック - 『マリッジ・ストーリー』

### ブレイクスルー監督賞
- カンテミール・バラゴフ - 『Beanpole』

### ブレイクスルー俳優賞
- アシュリン・フランシオーシ - 『ナイチンゲール』

### 撮影賞
- ホイテ・ヴァン・ホイテマ - 『アド・アストラ』

### アイルランド映画賞
- 『Extra Ordinary』

### ドキュメンタリー映画賞
- 『アポロ11 完全版』